# (21181) 1994 EB2
(21181) 1994 EB2 es un asteroide perteneciente al cinturón de asteroides, descubierto el 6 de marzo de 1994 por Eleanor F. Helin desde el Observatorio del Monte Palomar, Estados Unidos.

## Designación y nombre
Designado provisionalmente como 1994 EB2.

## Características orbitales
1994 EB2 está situado a una distancia media del Sol de 2,394 ua, pudiendo alejarse hasta 2,945 ua y acercarse hasta 1,842 ua. Su excentricidad es 0,230 y la inclinación orbital 23,054 grados. Emplea 1352,59 días en completar una órbita alrededor del Sol.

## Características físicas
La magnitud absoluta de 1994 EB2 es 14,06. Tiene 4,449 km de diámetro y su albedo se estima en 0,296.